# رویدا عطیه
رُوَیدا عَطیه، از خوانندگان زن سوریه‌ای مقیم لبنان است.
شرکت او در برنامه سوپر استار از شبکه تلویزیونی المستقبل لبنان بر شهرت او افزود. او از کودکی علاقه زیادی به خواننده معروف مصری ام کلثوم (خواننده) داشت و در سن پنج سالگی آهنگ معروف این خواننده به نام «انت عمری» را می‌خواند. پدر رویدا که از استعداد خوانندگی فرزند خود آگاه شده بود، او را تشویق به تحصیل موسیقی کرد. رویدا در دوران جوانی نواختن عود (ساز) را فراگرفت و به عضویت تعداد زیادی از کلاب‌های موسیقی در زمینه حفظ موسیقی فولکلور درآمد. 
رویدا با برخی از بزرگ‌ترین ستارگان موسیقی عربی همکاری داشته‌است که از آن میان می‌توان از ودیع الصافی نام برد. 
آلبوم سال ۲۰۰۴ رویدا عطیه هفت آهنگ داشت که در آن‌ها از گویش‌های عربی مصری، لبنانی و خلیجی استفاده شده‌است.